# Parc Natural de l’Albufera de València

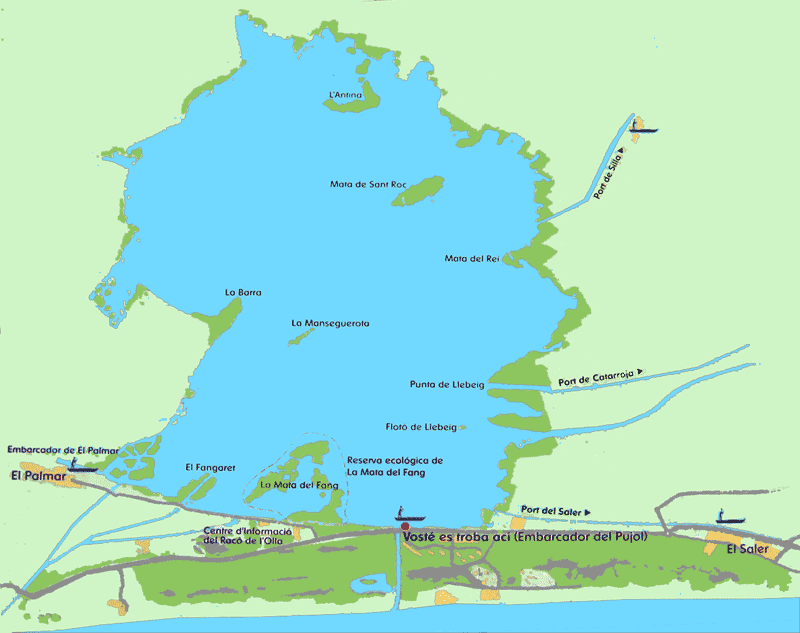
Karte des Sees und der Nehrung

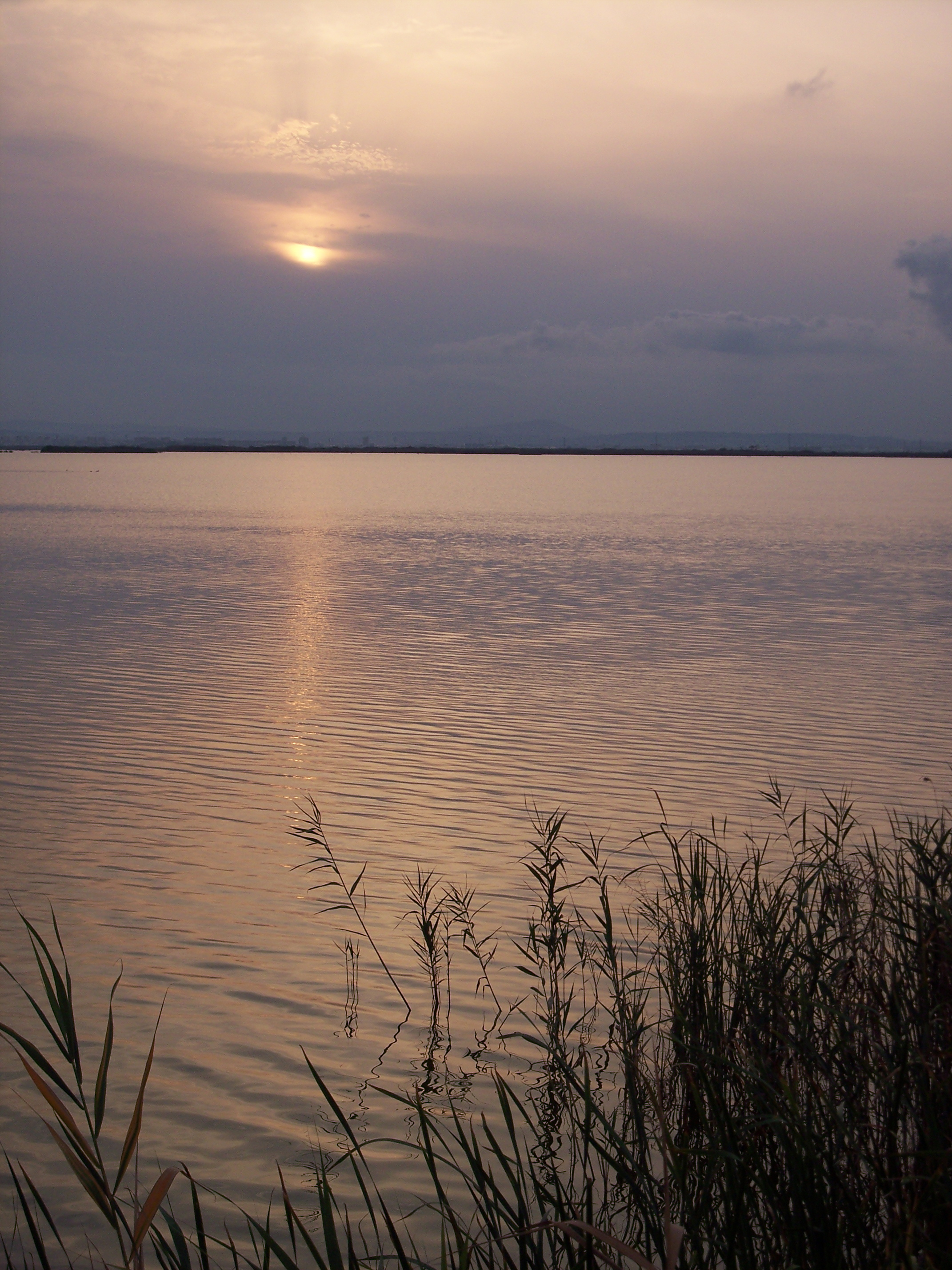
Sonnenaufgang über der Lagune

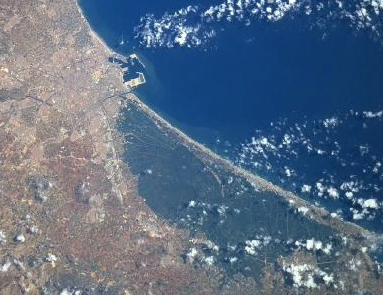
Die Lagune Albufera und das angrenzende Stadtgebiet von Valencia mit dem Hafen

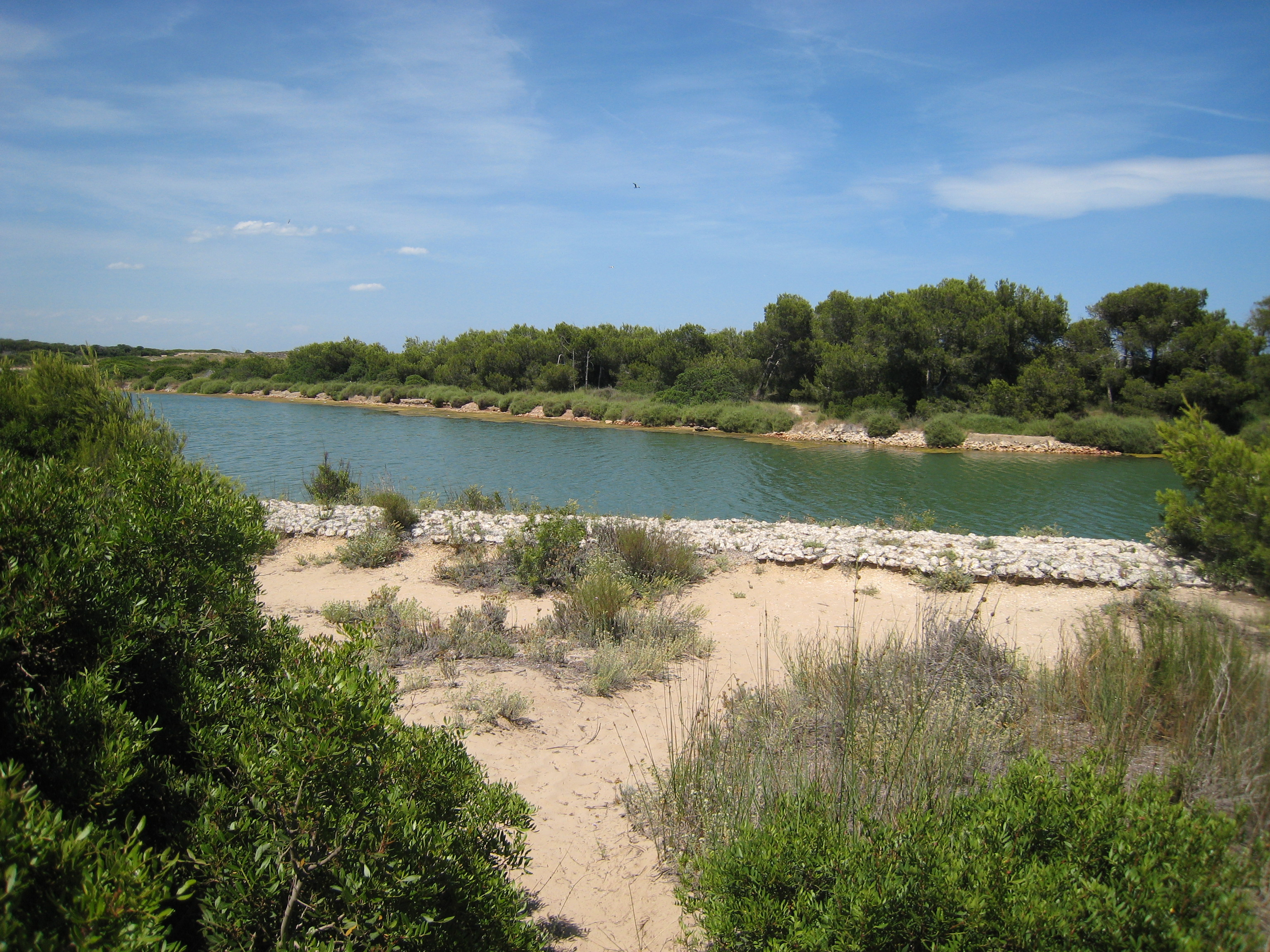
Die Vegetation im Parque Natural de l’Albufera.

Die Albufera [albuˈfeɾa] (valencianisch für „Lagune“, aus dem Arabischen البحيرة al-buhayra, „kleines Meer“) oder Parc Natural de l’Albufera de València, ist ein Naturpark an der spanischen Mittelmeerküste. Er ist benannt nach dem im Kern des Gebiets liegenden Strandsee (eine ausgesüßte Lagune) Albufera und umfasst zusätzlich die ihn umgebende ausgedehnte Marsch sowie den Strandwald Devesa (oder Pinedo) auf der Nehrung am Golf von Valencia im Osten Spaniens. Der Naturpark beherbergt eine große Vielfalt an Flora und Fauna, die das ganze Jahr über zu beobachten ist. Die ehemalige Salzwasserlagune wurde durch Bewässerung und Kanäle und die immer größer werdenden Sandbänke bis zum 17. Jahrhundert in Süßwasser umgewandelt.

## Geographie
Der Naturpark liegt nur 11 Kilometer südlich von Valencia, in den Gemeindegebieten von 13 Städten und vier an die Hauptstadt angrenzenden ehemaligen Städten, die wiederum in vier Comarcas (Landkreisen) liegen,
- nämlich in Horta Sud: Albal, Alfafar, Beniparrell, Catarroja, Massanassa, Sedaví und Silla;
- in der Ribera Baixa: Albalat de la Ribera, Cullera, Sollana, Sueca und El Mareny de Barraquetes;
- in der Ribera Alta: Algemesí;
- und im Großraum València: Pinedo, El Palmar, El Saler und El Perellonet.

Die Nähe zur Landeshauptstadt ermöglicht es vielen Menschen, dort die Natur zu erleben oder Vögel zu beobachten.
Seit 1990 ist die Albufera als Ramsar-Gebiet in die Liste der Feuchtgebiete von internationaler Bedeutung für Vögel aufgenommen worden, die in der UN-Konvention von 1971 festgelegt wurde. Seit 1991 ist der Parc Natural de l’Albufera de València auch ein Europäisches Vogelschutzgebiet (in Spanien ZEPA) und damit Teil des Natura-2000-Netzwerks der Europäischen Union.

## Fischerei
Die wichtigste menschliche Nutzung der Lagune war und ist der Fischfang.

### Geschichte
Seit prähistorischen Zeiten hat der reiche Fischbestand dort Menschen angezogen. Der Fischfang wurde im Jahr 1250 gesetzlich anerkannt, als für den Fischereiverband von El Palmar eine Regelung festgelegt wurde, die dann auch auf die Fischerei von Silla und Catarroja angewendet wurde.

### Heute
Bis zum Beginn der Industrialisierung des Einzugsgebiets der Lagune brachte der Fischfang beträchtliche Gewinne, da das saubere Wasser des Sees eine große Vielfalt und einen großen Reichtum an Tieren (Süßwassergarnelen, „Petxinot“ (Unio elongatus), Aale, Barsche usw.) bot.
Gegenwärtig sind die Bestände von Barsch und Aal erheblich zurückgegangen, während Meeräschen und Blaukrabben (eine in den 1980er Jahren eingeführte Art) zugenommen haben.

## Landwirtschaft
Das Gebiet wird seit dem 18. Jahrhundert für den Reisanbau genutzt. Er ist von großer wirtschaftlicher und ökologischer Bedeutung, da Pflanzen- und Tierarten, die aus dem See selbst verschwunden sind, immer noch in den Reisfeldern leben (wo das Wasser der Lagune gereinigt wird). Diese Reisfelder bieten auch Nahrung und Schutz für viele Vögel.

## Mikroben
Die Albufera wird stark von Cyanobakterien, insbesondere Synechococcus, dominiert.